# 2049 Grietje
2049 Grietje (1973 SH) là một tiểu hành tinh vành đai chính bên trong được phát hiện ngày 29 tháng 9 năm 1973 bởi T. Gehrels ở Palomar.